# JR東日本215系電力動車組
JR东日本215系电力动车组是由东日本旅客铁道自1992年起在关东地区所使用的一款双层近郊型直流电力动车组。

## 设计
215系由日立和日本车辆制造联合生产。

## 编组情况
所有215系列车均为10辆编组，第1车厢位于热海端；第4及第5节车厢为“绿色车厢”（头等车厢），分别设有车掌室和洗手间。两端的前2辆（第1、第2、第9和第10节，共4辆）为有动力车厢；第2及第9节车厢各有一具针对狭小的中央本线隧道而开发的PS24型受电弓。
| 车厢 | 1          | 2        | 3            | 4        | 5        | 6        | 7        | 8            | 9            | 10             |
| ---- | ---------- | -------- | ------------ | -------- | -------- | -------- | -------- | ------------ | ------------ | -------------- |
| 形式 | Mc         | M'D      | TD           | TSD      | TSD      | TD       | TD       | TD           | M'D          | Mc             |
| 型号 | KuMoHa 215 | MoHa 214 | SaHa 215-200 | SaRo 214 | SaRo 215 | SaHa 214 | SaHa 214 | SaHa 215-100 | MoHa 214-100 | KuMoHa 215-100 |
| 定员 | 64         | 102      | 111          | 90       | 90       | 120      | 120      | 111          | 120          | 64             |

1. ↑  “D”代表双层车厢；
2. ↑  NL1编组的第3节被编为SaHa 215-2；
3. ↑  NL1编组的第8节被编为SaHa 215-1。

## 内部

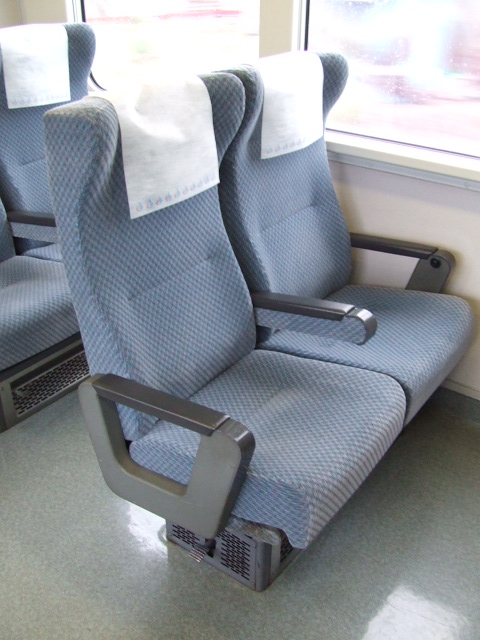
绿色车厢下层坐席
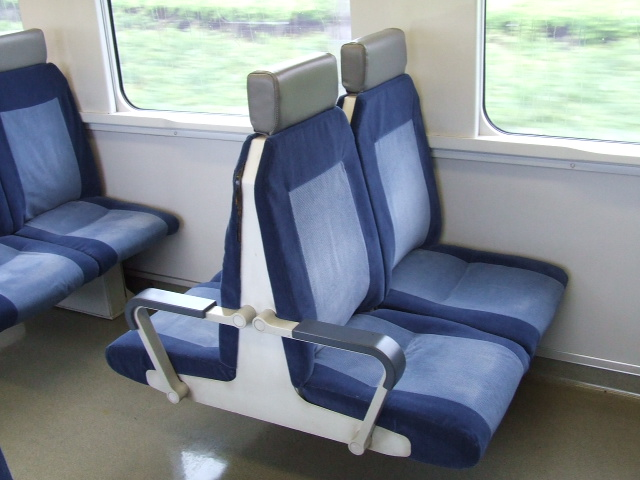
普通车厢下层坐席
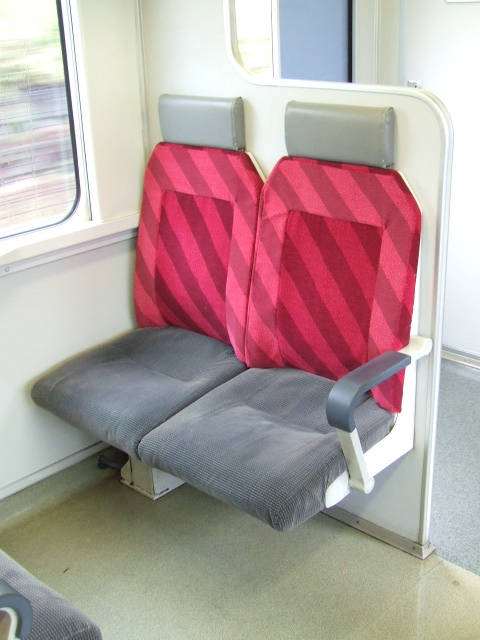
普通车厢下层优先席

## 历史
第一列215系于1992年3月交付，并于当年4月4日投入东海道本线的日间快速列車“Acty”和晚间的特急列車“湘南Liner”。其余3列编组于1993年10月交付。
2001年11月起，215系从东海道本线“Acty”班次引退，转移至新宿和横须贺之间的湘南新宿线服务。在湘南新宿线的运用持续至2004年10月16日，是日湘南新宿线的服务改由E231系常态化执行。
自2004年10月起，使用215系列车运行的班次仅限于少数工作日“Home Liner”，以及临时的假日班次，例如“假日山梨View快速”。
2020年11月12日，JR東日本宣布會統一使用E257系2000番台．2500番台運行東海道線的特急列車。同年12月18日，發佈2021年的時刻表。從2021年3月13日起，湘南Liner將會被湘南號取代。2021年3月12日行走完湘南Liner15號後便會退役，結束其30年的服務。